# A douăsprezecea noapte
 A douăsprezecea noapte  (în original  Twelfth Night , ori  What You Will  -  Ceea ce vă doriți ) este o comedie romantică scrisă de William Shakespeare (probabil în perioada 1601-1602), dar publicată după moartea lui Shakespeare, doar în anul 1623, prin includerea sa în ediția First Folio, la poziția a treisprezecea (C 13), din prima secțiune, cea a comediilor.
Prima prezentare publică a piesei a fost pe 2 februarie 1602, la Candlemas, la sfârșitul formal al sezonului de Crăciun, ale acelor timpuri. Acest fapt a permis o estimare a intervalului de timp când piesa fusese scrisă.

## Considerații generale
„ Sumarul concentrat al piesei A douăsprezecea noapte — Viola crede că fratele său este mort. El crede [la rândul său] că ea este moartă. Toți cred că ea este fratele ei. Toți cred că el este sora lui. Încurcături [de toate felurile] se produc. ”— www.shakespeare.org.uk 
„ Summary of William Shakespeare's Twelfth Night: Viola thinks her brother is dead. He thinks that she is dead. Everyone thinks that she is her brother. Everyone thinks that her brother is her. Shenanigans ensue. ”— www.shakespeare.org.uk 
Piesa evoluează în jurul separării a doi frați gemeni, Viola și Sebastian, în urma naufragiului unui vas, pe care aceștia se aflau. După ce cei doi nu știu unul de celălalt, Viola, deghizată ca Cesario, se îndrăgostește de Ducele Orsino, care, la rândul lui, este îndrăgostit de Contesa Olivia. După întâlnirea cu Viola deghizată, Olivia se îndrăgostește de Cesario, crezând că este un bărbat.

## Personaje
- Orsino – ducele Iliriei, îndrăgostit de Lady Olivia;
- Olivia – o contesă curtată de Orsino, dar care se îndrăgostește de Cesario / Viola;
- Viola – sora geamănă a lui Sebastian, în comedie se deghizează în bărbat cu numele de Cesario;
- Sebastian – fratele geamăn al Violei, naufragiat și el;
- Malvolio – majordomul Oliviei;
- Maria – domnișoara de onoare a Oliviei;
- Sir Toby – unchiul Oliviei;
- Fabian – un servitor cu statut privilegiat în casa Oliviei;
- Sir Andrew Aguecheek – prieten cu Sir Toby;
- Valentine – curtean din suita ducelui Orsino;
- Curio – curtean din suita ducelui Orsino;
- Feste – bufonul Oliviei;
- Antonio – un căpitan de corabie care se împrietenește cu Sebastian;
- Gărzile în slujba ducelui;
- Slujitori, preot, muzicieni, domni și marinari.

## Acțiune
Viola și Sebastian, frați gemeni, scapă dintr-un naufragiu, dar niciunul nu știe ce s-a întâmplat cu soarta celuilalt. Viola se travestește în băiat pentru a se angaja ca paj la curtea ducelui Orsino. De aici încolo, apar o serie de situații comice. 
Acțiunea e organizată în 5 acte :
- Actul I – 5 scene
- Actul II – 5 scene
- Actul III – 4 scene
- Actul IV – 3 scene
- Actul V – 1 scenă.